# 주뉴욕 퀘벡 정부 대표부
주뉴욕 퀘벡 정부 대표부(프랑스어: Délégation générale du Québec à New York, 영어: Quebec Government Office in New York)는 미국 뉴욕 록펠러 플라자 1동 26층에 위치한 퀘벡 정부 대표부이다. 1940년에 정식 개관했으며 총대표부 지위를 갖고 있다. 이 공관은 미국 델라웨어주, 켄터키주, 메릴랜드주, 뉴저지주, 뉴욕주, 펜실베이니아주, 버지니아주, 웨스트버지니아주를 관할하며 산하 공관으로 주필라델피아 퀘벡 무역 사무소(프랑스어: Antenne du Québec à Philadelphie, 영어: Quebec Trade Office in Philadelphia)를 두고 있다.
주뉴욕 퀘벡 정부 대표부는 문화, 예술, 교육 분야에서 캐나다 퀘벡주와 미국 델라웨어주, 켄터키주, 메릴랜드주, 뉴저지주, 뉴욕주, 펜실베이니아주, 버지니아주, 웨스트버지니아주의 개인·기관과의 교류를 주선하며 퀘벡주와 이들 지역 간의 경제, 문화, 교육, 관광, 투자 활성화에 기여한다. 대표부는 미국에서 사업을 원하는 퀘벡주의 기업들과의 연락을 제공하고 이들 지역의 경제 환경과 최신 동향을 전달하는 역할을 수행한다. 그 외에 미국에서 상호 협력, 파트너 관계를 맺기 원하는 퀘벡주의 정부 부처, 관련 기관 및 단체를 지원한다.

## 같이 보기
- 퀘벡 정부 대표부